# Fai della Paganella
Fai della Paganella (deutsch veraltet: Oberpfeidt oder Welsch-Faid) ist eine italienische Gemeinde (comune) mit 933 Einwohnern (Stand 31. Dezember 2023) in der Provinz Trient, Region Trentino-Südtirol. Die Gemeinde gehört zur Talgemeinschaft Comunità della Paganella.

## Geographie
Die Gemeinde liegt etwa zwölf Kilometer nordnordwestlich von Trient und nordöstlich der Paganella auf einer Gletscherterrasse auf 958 m s.l.m. oberhalb der zum Etschtal gehörenden Piana Rotaliana.

## Bilder

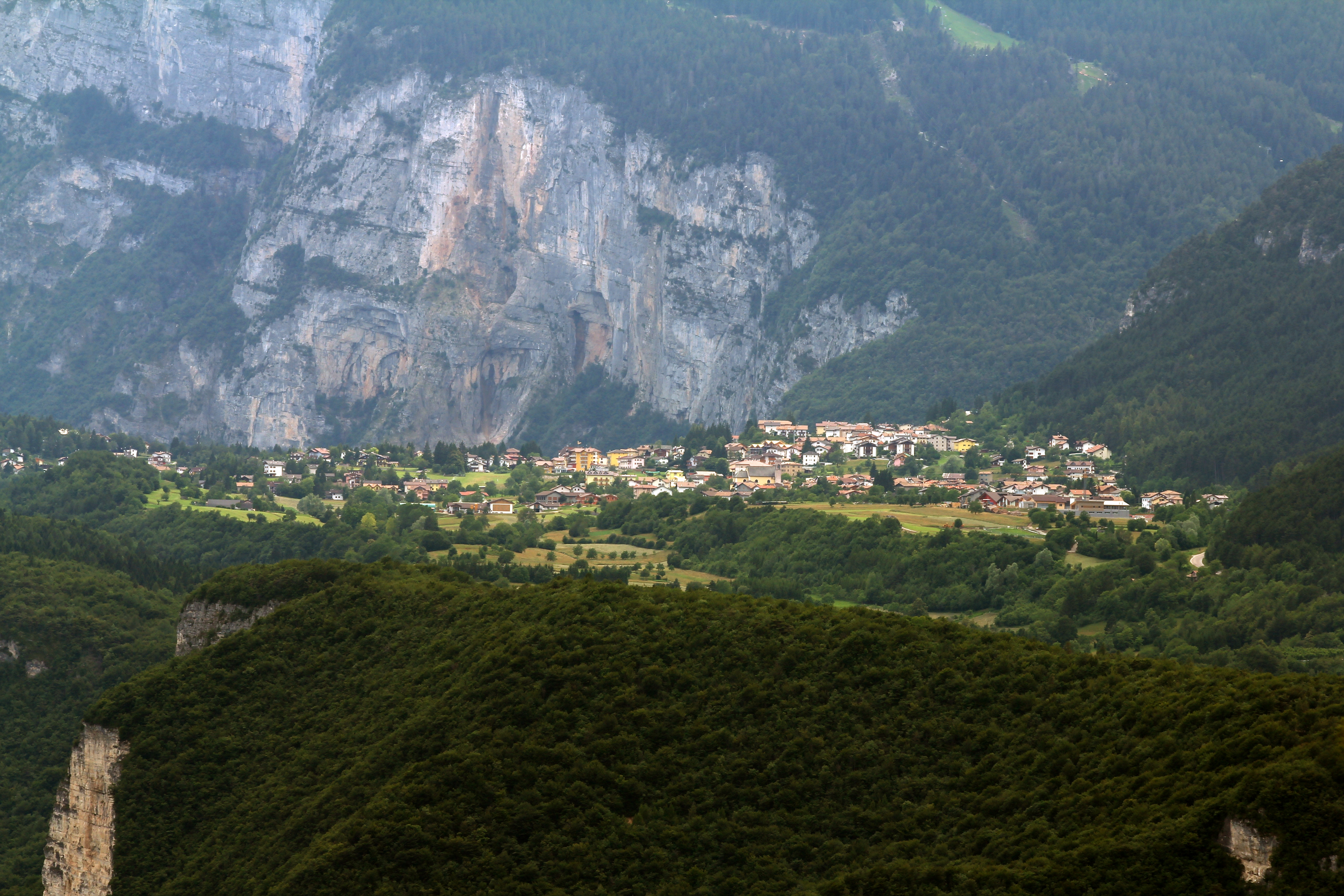
Fai della Paganella von Mezzocorona aus betrachtet, im Hintergrund die Nordostseite der Paganella
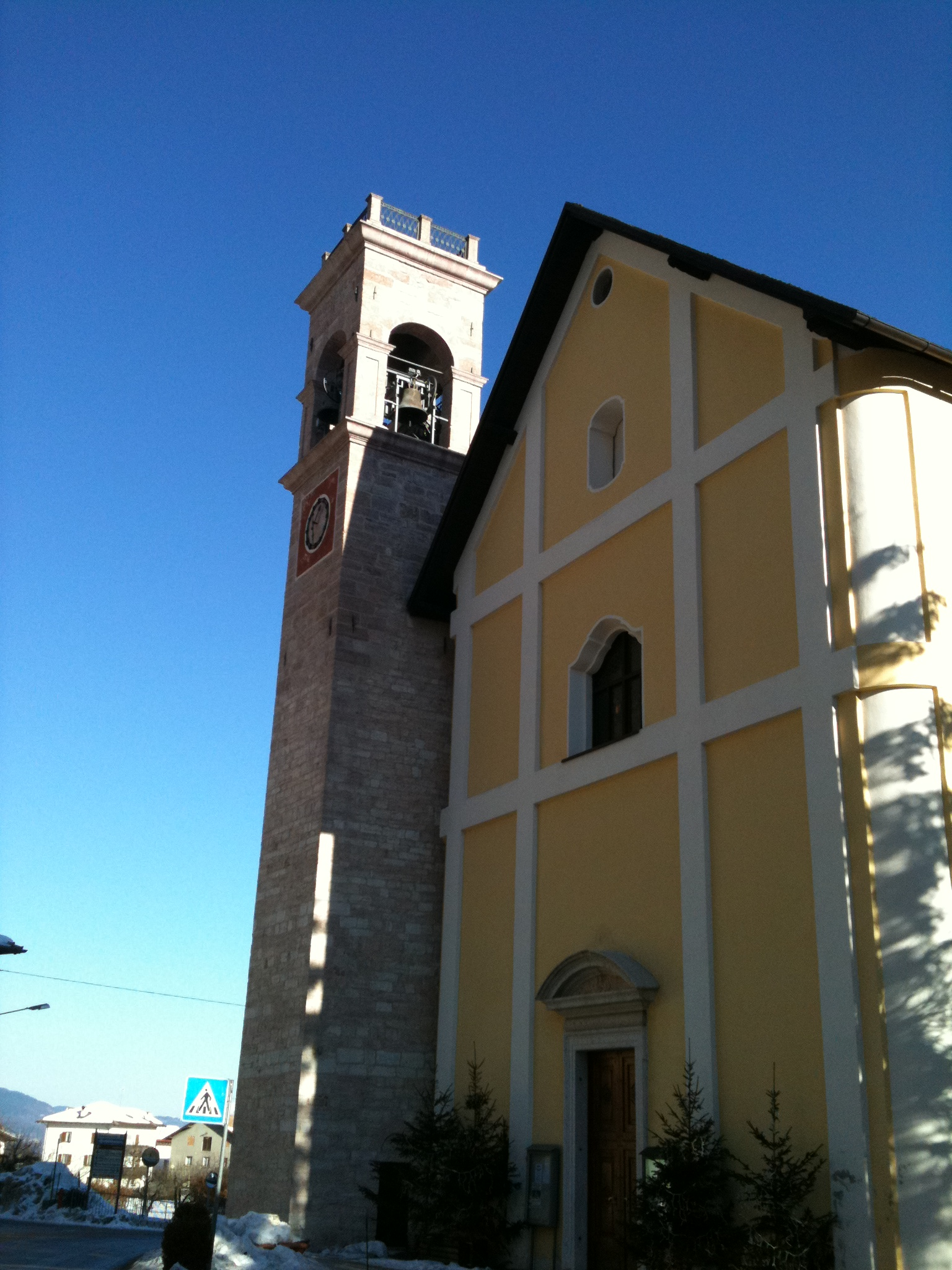
Pfarrkirche San Nicolò
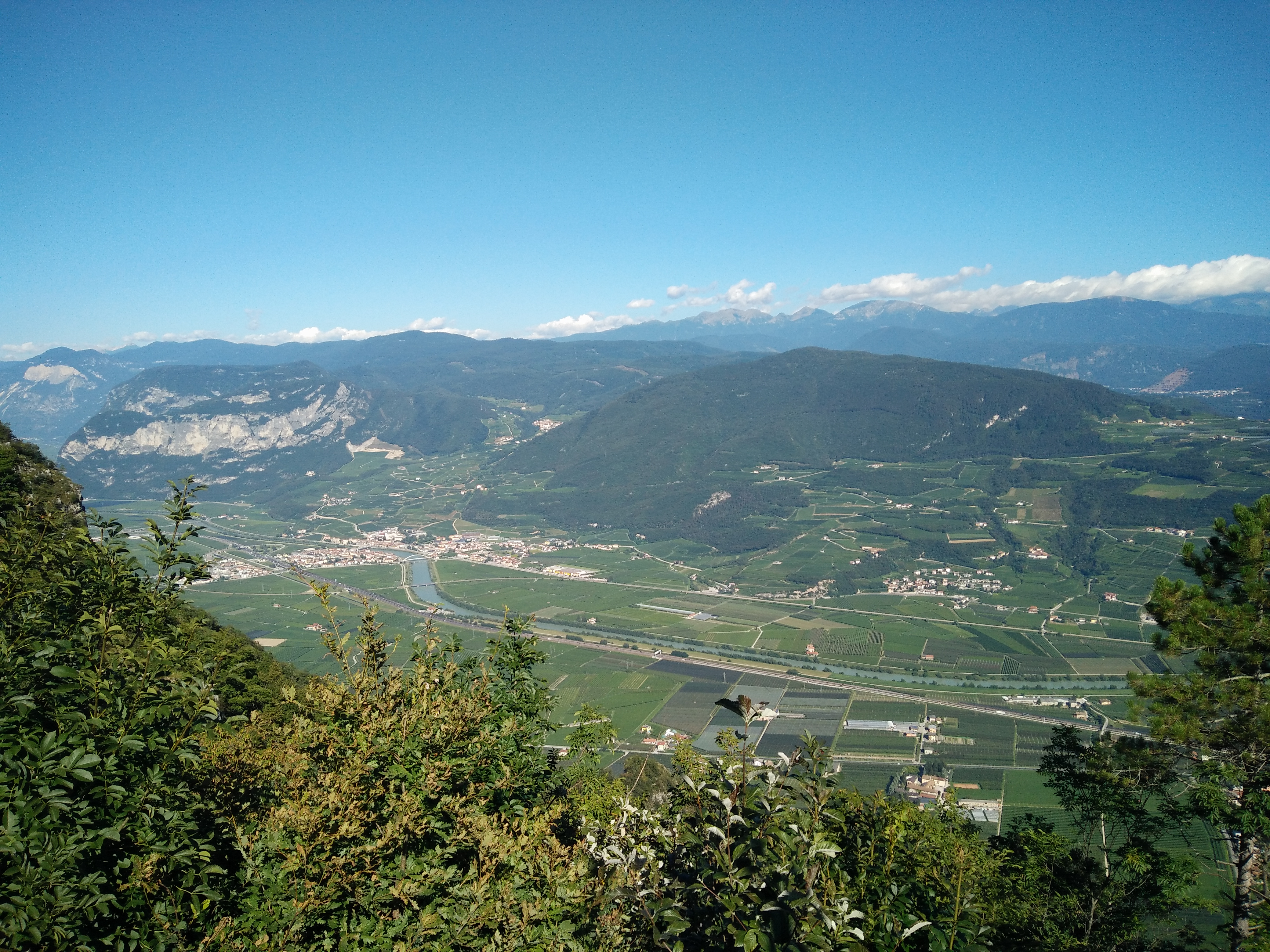
Die Piana Rotaliana von Fai aus
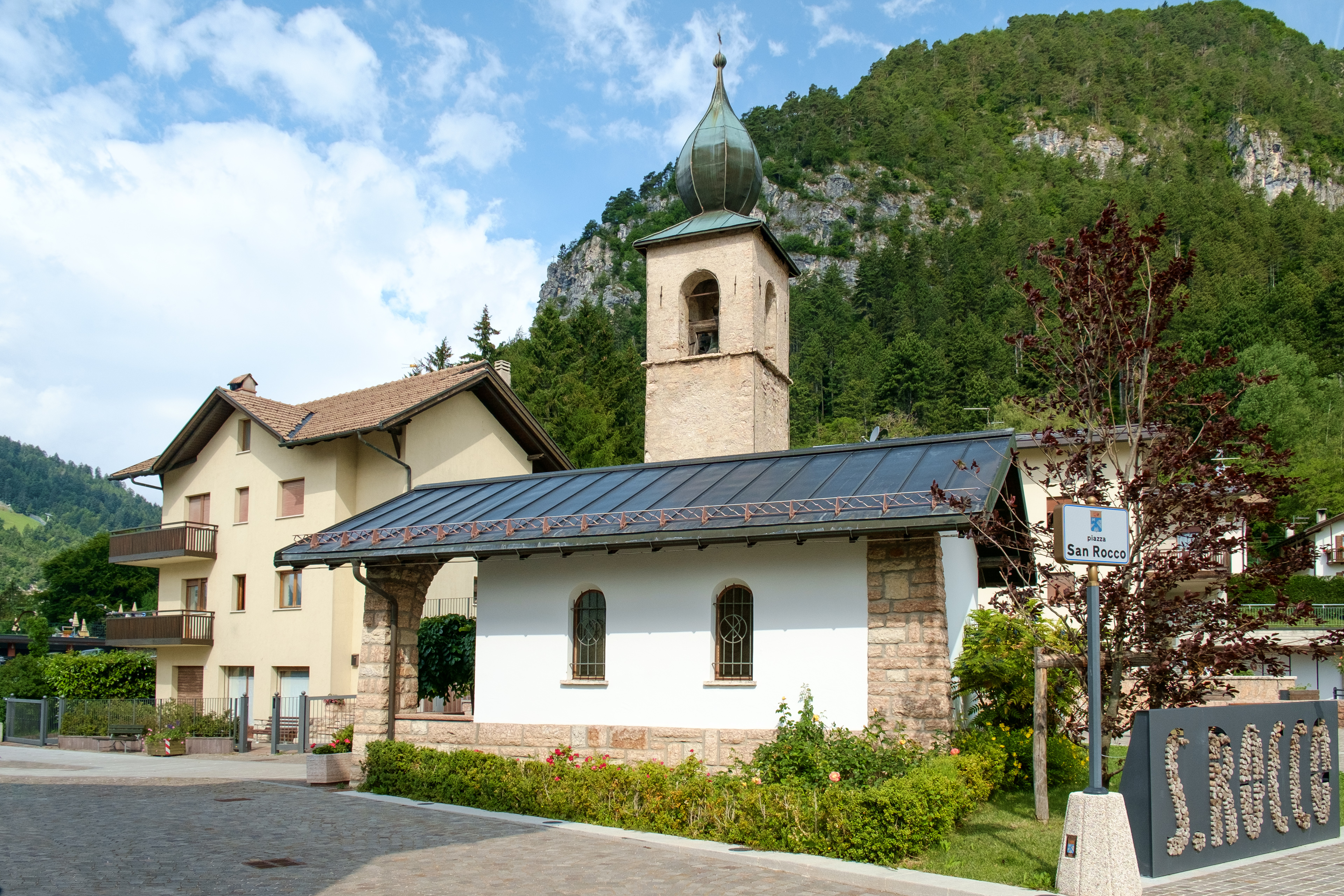
Piazza San Rocco